# تاتارسکی منئوز
تاتارسکی منئوز (انگلیسی: Tatarsky Meneuz) یک شهرک در شهرستان ایلیشفسکی استان باشقیرستان کشور روسیه است.